# Quang Thành, Kinh Môn
Quang Thành là một xã thuộc thị xã Kinh Môn, tỉnh Hải Dương, Việt Nam.
Tên xã được ghép từ tên của hai xã cũ sáp nhập nên là xã Quang Trung và xã Phúc Thành. Xã Quang Thành gồm 6 thôn: Tống Thượng, Đồng Quan, Xạ Sơn, Miêu Nha (Ngà), Thái Mông, Lâu Động (Sấu)

## Địa lý
Xã Quang Thành có địa giới hành chính:
- Phía Đông giáp xã Hiệp Hòa và xã Lạc Long.
- Phía Tây giáp huyện Nam Sách và thành phố Chí Linh.
- Phía Nam giáp xã Thăng Long.
- Phía Bắc giáp xã Lê Ninh.

Xã Quang Thành có diện tích 11,37 km², dân số năm 2018 là 11.097 người, mật độ dân số đạt 976 người/km².

## Lịch sử
Địa bàn xã Quang Thành trước đây là hai xã Phúc Thành và Quang Trung thuộc huyện Kinh Môn.
Trong thời gian huyện Kinh Môn sáp nhập với huyện Kim Thành thành huyện Kim Môn, xã Phúc Thành của huyện Kinh Môn được đổi thành xã Phúc Thành B để phân biệt với xã Phúc Thành A thuộc huyện Kim Thành cũ. Sau khi huyện Kim Môn chia tách thành hai huyện như cũ, xã Phúc Thành B đổi lại tên cũ là xã Phúc Thành.
Trước khi sáp nhập, xã Quang Trung có diện tích 6,63 km², dân số là 6.596 người; xã Phúc Thành có diện tích 4,74 km², dân số là 4.501 người.
Ngày 11 tháng 9 năm 2019, Ủy ban Thường vụ Quốc hội ban hành Nghị quyết số 768/NQ-UBTVQH14 (nghị quyết có hiệu lực từ ngày 1 tháng 11 năm 2019). Theo đó, chuyển huyện Kinh Môn thành thị xã Kinh Môn và thành lập xã Quang Thành trên cơ sở sáp nhập toàn bộ diện tích và dân số của hai xã Quang Trung và Phúc Thành.
Sau khi thành lập, xã Quang Thành có diện tích 11,37 km², dân số là 11.097 người.